# Beck János Nepomuk (operaénekes)
Beck János Nepomuk (németül Johann Nepomuk Beck) (Pest, 1827. május 5. – Pozsony, 1904. április 9.) operaénekes (bariton). Joseph Beck operaénekes édesapja.

## Élete
Jogi tanulmányok mellett képezte hangját. 1846-ban a Pesti Városi Német Színházban debütált. A következő évben bemutatkozott Bécsben is, majd fellépett Hamburgban, Wiesbadenben és Frankfurtban is. 1853-ban visszatért az osztrák fővárosba. Rossini Tell Vilmosának címszerepét énekelte először újabb bécsi tartózkodásakor az akkori királyi operában, a Kärntnertortheaterben. 1862-ben cs. és kir. kamaraénekesi címet kapott. 1869-ben szerepelt az új Udvari Opera megnyitóján. 1885-re elborult elméje, s ez véget vetett karrierjének. Előbb egy gyógyintézetbe került, majd élete hátralévő részére Pozsonyba költözött. Fia feladta pályáját, hogy apját ápolhassa, de egy évvel őelőtte meghalt.

## Szerepei
- Beethoven: Fidelio — Don Pizarro
- Bellini: A skóciai puritánok — Sir Richard Forth
- Cherubini: A vízhordó — Mikhéli
- Donizetti: Lammermoori Lucia — Lord Henry Ashton
- Donizetti: Lucrezia Borgia — Alfonso
- Donizetti: Belisario — címszerep
- Goldmark: Sába királynője — Salamon király
- Meyerbeer: Az afrikai nő — Nelusko
- Meyerbeer: Észak csillaga — Nagy Péter
- Mozart: Don Juan — címszerep
- Mozart: A varázsfuvola — Öreg pap
- Rossini: Tell Vilmos — címszerep
- Verdi: Rigoletto — címszerep
- Wagner: Lohengrin — Telramund